# Mladenovac
Mladenovac (în sârbă Младеновац) este o comună în districtul Belgrad, Serbia. Conform rezultatelor recensământului din 2011, comuna a avut  o populație de 53.050 de locuitori, în timp ce zona urbană a avut 23.314 locuitori. Are o suprafață de 339 km². Populația este de 52.071 locuitori, determinată în 2007.
1. ↑   https://www.mladenovac.rs/sr-rs/o-mladenovcu/istorija Lipsește sau este vid: |title= (ajutor)